# Équipe d'Espagne féminine de football des moins de 20 ans
Cet article traite de l'équipe féminine. Pour l'équipe masculine, voir Équipe d'Espagne des moins de 20 ans de football.
Maillots
L'équipe d'Espagne féminine de football des moins de 20 ans est constituée par une sélection des meilleures joueuses espagnole sous l'égide de la Fédération d'Espagne de football.

## Parcours

### Parcours enCoupe du monde des moins de 20 ans
- 2006 : Non qualifié
- 2008 : Non qualifié
- 2010 : Non qualifié
- 2012 : Non qualifié
- 2014 : Non qualifié
- 2016 : Quart de finale
- 2018 :  Finaliste
- 2022 :  Vainqueur
- 2024 : Quart de finale